# 誰もいない森の奥で木は音もなく倒れる
『誰もいない森の奥で木は音もなく倒れる』（だれもいないもりのおくできはおともなくたおれる、韓国語：아무도 없는 숲속에서、英語：The Frog）は、ネットフリックスで2024年8月23日に公開された大韓民国のテレビドラマである。2021年に「JTBC X SLL新人作家脚本公募展」で優秀賞を受賞した、ソン・ホヨンの作品。キム・ユンソクは17年ぶりのドラマ出演となった。

## 出演

### 主要人物
チョン・ヨンハ：キム・ユンソク（山路和弘）
ク・サンジュン：ユン・ゲサン（新垣樽助）
ユ・ソンア：コ・ミンシ（飯田里穂）
ユン・ボミン：イ・ジョンウン（水野ゆふ）（青年期：ハ・ユンギョン - 特別出演、1～5話）

### チョン・ヨンハの周辺人物
イ・ソンラン：キム・ソンニョン（特別出演、3・8話）
ヨンハの亡妻
チョン・ウィソン：ノ・ユンソ（美山加恋）（特別出演、3・4・7・8話）
ヨンハの娘、薬剤師
パク・ヨンチェ：イ・ナミ（牛山茂）
ヨンハの友人、隣の貸別荘の主人
チェ・ギョンナム：イ・ソンウク（阿部竜一）
コインランドリーとカフェの主人
ソン・ジス：ナム・ジウ
ウィソンの夫、医師

### ク・サンジュンの周辺人物
ソ・ウンギョン：リュ・ヒョンギョン（林真里花）
サンジュンの妻
キム・ギョンオク：チャ・ミギョン（反町有里）
ジョンドゥの母、ジョンドゥスーパーの店主
パク・ジョンドゥ：パク・ジファン（江頭宏哉）
サンジュンの友人、元ヤクザ
チ・ヒャンチョル：ホン・ギジュン（白熊寛嗣）
連続殺人犯
ク・ギホ：パク・チャニョル（河西健吾）（少年期：チェ・ジョンフ）
サンジュンの息子

### ユ・ソンアの周辺人物
ハ・ジェシク：チャン・スンジョ（佐藤せつじ）（特別出演、4・7・8話）
ソンアの元夫
ハ・シヒョン：チョ・ヨジュン
ジェシクの息子
ユ院長：イ・スンチョル
ソンアの父
チェ館長：チョ・アラ
ギャラリー館長

### ユン・ボミンの周辺人物
カン刑事：キム・ジョンテ
殺人事件の担当刑事
チェ・ジョンホ：アン・サンウ
ホス交番の警察官
キム・ソンテ：チョ・ウンソル（宮崎遊）
ホス交番の警察官
ヨム・ドンチャン：イ・ユンジェ（青年期：イ・ガソプ）
ボミンの夫、チュンミン日報記者
ヨム・ヒウォン：キム・ソユル
ボミンの娘
署長：イ・ドグク

## その他
英語版のタイトルが、「Alone in the Woods」から「The Frog」へ変更された。